# 六分儀座κ
六分儀座κ，又名CD-4214836，HD 193571、SAO 230177、HR 7779，是六分儀座的一颗恒星，视星等为5.59，位于銀經358.75，銀緯-34.13，其B1900.0坐标为赤經20h 15m 40.2s，赤緯-42° -34.13′ 53″。